# ベルリン作戦
ベルリン作戦（ベルリンさくせん。ドイツ語: Unternehmen Berlin） は、第二次世界大戦中、1941年1月から3月にかけてドイツ海軍が大西洋で実施した通商破壊作戦である。参加兵力はギュンター・リュッチェンス中将が直接指揮する高速戦艦2隻、それに補給艦と、Uボートが協力した。大西洋攻防戦の一局面であり、HX船団やSL船団に被害が出た。

## 作戦劈頭
1940年（昭和15年）12月28日、ドイツ海軍 (Kriegsmarine) のリュッチェンス中将はシャルンホルスト級戦艦のグナイゼナウ (DKM Gneisenau) を旗艦とし、姉妹艦のシャルンホルスト (DKM Scharnhorst) を引き連れてキールを出撃した。だが悪天候により艦が損傷、作戦日程にも遅れを生じたため、基地に帰投した。しかし作戦は中止されず、修理後再実行されることになった。

## 再出撃
1941年（昭和16年）1月22日、リュッチェンス提督（旗艦グナイゼナウ、艦長オットー・ファイン大佐）が率いる小規模艦隊はキールから出撃した。カテガット海峡を通過して北海に出るとシャルンホルスト級戦艦2隻は北上した。1月27日4時、リュッチェンス部隊はアイスランド北東海上に到着、そこから南西に変針してアイスランド南海上を突破、大西洋に出ようとした。
しかしドイツ艦隊の動きは出撃前からイギリス海軍に察知されていた。1月中旬、イギリスの海軍本部は「ドイツ海軍の水上艦が通商破壊のため出撃準備中」と本国艦隊司令長官ジョン・トーヴェイ大将に警告した。トーヴェイ提督はアイスランドからフェロー諸島間を警戒するため巡洋艦2隻を派遣した。つづいて1月23日に、シャルンホルスト級戦艦2隻が大ベルト海峡を通過中との情報を得て、トーヴィ提督は主力艦を率いてスカパ・フローを出撃した。戦艦ロドニー (HMS Rodney, 29) 、戦艦ネルソン (HMS Nelson, 28) 、巡洋戦艦レパルス (HMS Repulse) 、巡洋艦8隻と駆逐艦11隻という戦力で、アイスランド南方海上へ向かった。
1月28日早朝、軽巡洋艦ナイアド (HMS Naiad, 93) が短時間ドイツの巡洋戦艦を視認していた。リュッチェンスがすぐに艦隊を反転させたため、その後の英艦隊は触接を失った。反転したリュッチェンス部隊は追撃を警戒して前回よりもさらに北上し、ノルウェー海の真ん中で補給艦アドリア (Adria) から給油を受けた。再突入の準備を整えた2隻は、今度はアイスランド北岸のデンマーク海峡を2月3日に通過して大西洋に出た。

## HX106船団への攻撃断念
グリーンランド南方海面で補給艦セレスタ (Schlettstadt) から給油を受けた後、ドイツ艦隊は1月31日にHX106船団がノヴァ・スコシアを出発したとの情報を得て、その攻撃に向かった。2月8日、目当てのHX船団と遭遇した。グナイゼナウとシャルンホルストは南北に別れ、船団攻撃を試みた。だが、その船団には戦艦ラミリーズ (HMS Ramillies, 07) が護衛についていた。シャルンホルスト艦長クルト・ケーザル・ホフマン大佐はラミリーズを発見すると、グナイゼナウが船団を攻撃できるよう自艦を囮としてラミリーズを船団外へ誘引しようと試みた。だが、イギリス戦艦の存在を知ったリュッチェンス提督は攻撃を中止させた。これは、同等の敵との交戦は避けるよう命令されていたためである。また敵戦艦と交戦して勝利しても、ドイツ戦艦が損傷して通商破壊作戦が中止を余儀なくされたら、シーレーン攪乱という作戦の趣旨が損なわれてしまう。
リュッチェンスは敵に存在が知られたと思ったが、実際はラミリーズはシャルンホルストしか発見しておらず、しかも遭遇した敵を重巡洋艦アドミラル・ヒッパー (DKM Admiral Hipper) と報告した。そのためイギリス軍は先に迎撃に失敗したシャルンホルスト、グナイゼナウとは別に、アドミラル・ヒッパーもしくはポケット戦艦（重巡洋艦）アドミラル・シェーア (DKM Admiral Scheer) がドイツへの帰還を試みているものだと考えた。
HX106船団から離れた後、2隻はデーヴィス海峡へ向かった。そこで補給艦セレスタとエッソ・ハンブルクから給油を受けた。給油後2隻は南下し、HX111船団の攻撃を試みたが発見できなかった。

## ニューファンドランド沖での通商破壊
2月22日、ニューファンドランド島沖まで前進していた独艦隊は多数の船舶を発見した。それはイギリス本土よりカナダへ向かう空荷の輸送船団であった。グナイゼナウは3隻、シャルンホルストは1隻を沈めた。さらにグナイゼナウに搭載されていた水上機が貨物船一隻を発見、これを捜索し沈めた。戦果は合計5隻で20,584トンであった。沈没船から合計180名が救助され、戦死者は11名に過ぎなかった。
それから2隻はさらに南下し、アゾレス諸島南方で補給艦エルムラント (Ermland) とブレーメ (Breme) から給油を受けた後アフリカ沿岸へと向かった。

## SL67船団
3月7日、リュッチェンス部隊はSL67船団を発見した。だが、船団には戦艦マレーヤ (HMS Malaya) が護衛として付いていた。そのため、HX106船団およびラミリーズの時と同様に、攻撃を断念した。そのかわりリュッチェンスはSL67船団の情報を報告し、Uボートがマレーヤを撃破することを期待した。夜に入りUボート（U-105、U-124）がSL67船団を攻撃し、輸送船5隻を撃沈した。
3月8日にリュッチェンス部隊は再度SL67船団へ接近を試みたが、マレーヤと遭遇したためグナイゼナウは逃走を余儀なくされた。シャルンホルストもマレーヤから発進したウォルラス飛行艇に発見されたが、離脱に成功した。リュッチェンス部隊はHX船団を目標にして北西に向かった。
3月9日、シャルンホルストが単独で航行していたギリシャ船マラトン (Marathon) を撃沈した。
3月11日、リュッチェンス部隊は補給艦エルムラントとウッカーマルク (Uckermark) と補給のため合流する。同日、リュッチェンスは西部方面海軍司令長官アルフレート・ザールヴェヒター上級大将から、HX船団に対する作戦は3月21日までとし、その後は南へ移動するよう命令を受けた。理由はアドミラル・シェーアとアドミラル・ヒッパーがドイツへ本土へ帰還するにあたり、擁護のため陽動作戦を行うためであった。通商破壊戦の期限はすぐに3月17日までに短縮された。

## HX114船団
残り少ない時間を有効に活かすべく、リュッチェンスはエルムラントとウッカーマルクも協力させて船団を探索した。3月15日、リュッチェンス部隊はHX114船団の先頭グループを発見した。グナイゼナウは1隻を沈め、タンカー3隻（ビアンカ、サン・カシミーロ、ポリカープ）を拿捕した。シャルンホルストは2隻を沈めた。ただしドイツ側が拿捕したタンカー3隻のうちビアンカとサン・カシミーロは、のちにH部隊（レナウン、アークロイヤル）に行く手を遮られて降伏し、ドイツ軍人の回航員は戦時捕虜となった。
続いて翌日、リュッチェンス部隊は船団の第2のグループを攻撃し、10隻を沈めた。最後の1隻チリアン・リーファー (Chilean Reefer) は反撃してきた。リュッチェンスやグナイゼナウ艦長（ファイン大佐）は、チリアン・リーファー（1800トン）が魚雷を搭載しているQシップではないか、あるいは強力な艦隊の偵察艦ではないかと疑い、安全な距離まで離れてチリアン・リーファーを沈めた。そのため多くの弾薬を消費した。
チリアン・リーファーの生存者救助中にグナイゼナウのレーダーが大型艦を捉えた。それはイギリス海軍のネルソン級戦艦ロドネイ (HMS Rodney, 29) であった。ネルソン級戦艦は最大速力23ノットだが、16インチ砲を9門備えている。グナイゼナウに勝ち目はなく、すぐに逃走を開始した。ロドネイもグナイゼナウとウッカーマルクを発見し追跡した。ウッカーマルクが低速だったため、両艦はロドネイに追いつかれてしまったが、ロドネイからの誰何にグナイゼナウは「軽巡エメラルド (HMS Emerald, D66) 」と答える。このトリックはなんとか成功し、グナイゼナウとウッカーマルクは逃走に成功した。
グナイゼナウはシャルンホルストや補給艦と合流し、ドイツ戦艦は給油を受けたあとフランスのブレストへ向かった。イギリス海軍は最新鋭の戦艦キング・ジョージ5世 (HMS King George V) を投入すると共に、ジブラルタルを根拠地とするH部隊（ジェームズ・サマヴィル提督、旗艦レナウン）すら大西洋に出撃させ、リュッチェンス部隊を捕捉しようとした。3月20日、空母アーク・ロイヤル (HMS Ark Royal, 91) の艦上機（フルマー）はドイツ戦艦を発見した。だが無線機の故障と、リュッチェンス部隊の偽装航路により、H部隊は攻撃の機会を逸した。翌21日、イギリス空軍沿岸航空兵団の哨戒機がリュッチェンス部隊を発見したが、すでにドイツ空軍 (Luftwaffe) の勢力圏内に入っていたので手が出せなかった。3月22日、シャルンホルストとグナイゼナウはブレストに到着した。

## 結果
2隻は約60日間17,800マイルの航海をおこない、合計で22隻11万5622トンを撃沈ないし捕獲した。水上艦艇と潜水艦の連携が上手く行ったことも、さらに戦果を拡大させた。また連合国軍の水上兵力を分散させることにも成功し、ベルリン作戦は大きな戦果を挙げたといえる。
ベルリン作戦は成功裡に終わったが、ブレストではシャルンホルスト級戦艦の修理と整備が思うように進まなかった。ブレストはイギリス空軍爆撃機の航続距離圏内であり、頻繁に空襲を受ける。シャルンホルストは機関故障により長期間の修理を余儀なくされた。グナイゼナウも4月6日と4月9日の空襲で大破、出撃不能となる。シャルンホルスト級戦艦2隻の修理のためにブレストの労働力と施設が動員されたので、Uボートの修理や整備に影響が出た。
またシャルンホルスト級戦艦が出撃不能になったことで、エーリヒ・レーダー元帥が構想していた大型艦による通商破壊作戦のもくろみは、変更を迫られた。リュッチェンス提督はシャルンホルスト級戦艦の修理が終わるまでライン演習作戦を延期するよう求めたが、レーダー元帥に却下された。5月18日、リュッチェンス提督は巨大戦艦ビスマルク (DKM Bismarck) と重巡プリンツ・オイゲン (DKM Prinz Eugen) を率いてゴーテンハーフェンを出撃した。このライン演習作戦では水上艦艇とUボートの連携が上手くゆかなかった。ビスマルクはデンマーク海峡海戦で受けた損傷を修理するためブレストに向けて航行中、5月27日にイギリス艦隊に包囲されて撃沈された。リュッチェンス提督も戦死した。ビスマルクを命運を制したのはH部隊のソードフィッシュ（アーク・ロイヤル所属機）であり、僚艦と共にビスマルクを撃沈したのが戦艦ロドニーであった。